# Pavilon F
Pavilon F je pavilon v areálu brněnského výstaviště. Byl vystavěn mezi lety 2002 a 2003 na místě staršího pavilonu z roku 1956, jehož autorem byl Evžen Šteflíček. Protože je novostavbou, není na rozdíl od většiny ostatních pavilonů brněnského výstaviště památkově chráněn. Náklady na výstavbu dosáhly 330 milionů Kč. Dohled nad stavbou zajišťovala společnost Investinženýring.
Pavilon F se řadí mezi moderní pavilony, které jsou vyhledávány vystavovateli při veletrzích a výstavách. Jeho celková výstavní plocha je 7788 m². Poprvé byl otevřen v roce 2003 pro Mezinárodní strojírenský veletrh.

## Popis
Pavilon byl vystavěn jako ocelová nosná konstrukce se sloupy s kruhovým průřezem a s příhradovými nosníky o rozponu 45 metrů. Plášť budovy i střecha je ze sendvičového trapézového plechu a je izolován minerální plstí. Součástí konstrukce jsou lucernové světlíky a prosklená část po obvodu stěn. Prosklené plochy lze zatemnit. Suterén budovy je železobetonový, obslužný trakt má ocelový skelet a železobetonový strop.